# Tunnel Neubiberg
Tunel Neubiberg ma 327 metrów długości i położony jest przy autostradzie A8 w gminie Neubiberg, w powiecie Monachium. Trasa tunelu wiedzie pod byłymi pasami startowymi lotniska Neubiberg. Jako że autostrada München - Salzburg jest jedną z najstarszych autostrad w Niemczech, tunel Neubiberg może ubiegać się o miano jednego z najstarszych tuneli autostradowych w tym kraju.